# 胡鈞 (1869年)
胡钧（1869年—1944年），亦名维绪，字雅仲，号赞廷、干之，湖北沔阳长尚口人，清朝及中华民国政治人物、教育家。

## 生平
光绪十六年（1890年）胡钧中秀才。光绪十八年（1892年）考入两湖书院。1896年奉派赴日本考察教育。归国后，任湖北自强学堂堂长。1901年，湖广总督张之洞署两江总督，胡钧、刘邦俊、田吴熠等随张之洞到南京办新学。1902年，胡钧随张之洞返回湖北，任湖北师范学堂堂长。他还在武昌蛇山后胡公馆内创办私立启秀女子学堂。
1902年，胡钧中举人，被张之洞荐为经济特科人材。1903年，湖北学务处成立，胡钧任参议。1904年，胡钧奉派入德国柏林大学法科。 1907年毕业归国，任天津法政学堂监督，并奉派赴日本考察。在日本期间，胡钧参加中国同盟会。1910年，任山西大学堂监督。1911年，胡钧作为中国代表参加了德国莱比锡国际博览会。
1911年武昌起义后，胡钧回到湖北，任鄂军都督府秘书。1913年，随黎元洪到北京，历任总统府秘书、参议院议员。后来，胡钧辞职，于1915年在北京门头沟同别人合股开办四维煤矿。不久，因儿子勾结日本商人，高价强迫销售，胡钧乃离开该矿。1919年后，任北京《晨报》社总理。1923年曹锟贿选，胡钧拒绝受贿，迁居青岛。1924年，胡钧回到湖北，任北京政府外交部汉口特派交涉员。不久，他回到北京，任北京大学教授。
抗日战争爆发后，北京大学迁离北平，胡钧留在北平闲居。1938年，胡钧因拒绝出任亲日政府职务，同家人曾遭日军逮捕。王克敏、王揖唐出面劝说胡钧，均遭胡钧拒绝。1940年，胡钧任北平木斋图书馆馆长。
1944年，胡钧病逝。

## 著作
- 《中国财政史》
- 《社会政策》
- 《中外礼节折衷论》
- 《韦苏州年谱》
- 《元遗山年谱》
- 《张文襄公年谱》
- 《梁文忠公年谱》
- 《一发钱谱》
- 《稻花香馆杂记》[1]